# Wanda Górska
Wanda Górska (ur. 16 kwietnia 1903 w Białej Podlaskiej, zm. 10 października 1983) – polska nauczycielka, działaczka komunistyczna, konkubina prezydenta Bolesława Bieruta.

## Życiorys
Przez całe życia była związana z Warszawą. Z zawodu była nauczycielką. Należała do ZNP oraz ZZNP.
Podczas II wojny światowej od 1940 była zatrudniona w grupie Stowarzyszenia Przyjaciół Związku Radzieckiego. Od początku 1942 należała do Polskiej Partii Robotniczej. W jej mieszkaniu na Żoliborzu zamieszkiwał Paweł Finder (sekretarz KC PPR), którego była łączniczką do czasu jego aresztowana w listopadzie 1943. Od grudnia 1943 była łączniczką Bolesława Bieruta (formalnie męża Janiny Górzyńskiej-Bierut), z którym związała się (była młodsza od niego 11 lat). Była żołnierzem Gwardii Ludowej i Armii Ludowej.
W lipcu 1944 przebywała w Radości na obszarze przejętym przez Sowietów, następnie udała się do Lublina. Po zakończeniu wojny i nastaniu Polski Ludowej została sekretarką B. Bieruta. Była sekretarzem Krajowej Rady Narodowej. Od 1952 do 1953 pełniła funkcję szefa gabinetu premiera. Była określana mianem „królowej Belwederu”. W 1954 była delegatką na II Zjazd PZPR. Przebywała wraz z Bierutem w Moskwie, gdzie zmarł w marcu 1956.
Działała w Lidze Kobiet Polskich. W późniejszym czasie mieszkała w Domu Weteranów Ruchu Robotniczego przy ulicy Komarowa 139 (obecna ulica Wołoska) w Warszawie. Zmarła w październiku 1983.

## Ordery i odznaczenia
- Krzyż Komandorski z Gwiazdą Orderu Odrodzenia Polski
- Krzyż Oficerski Orderu Odrodzenia Polski (3 lutego 1947)[3]
- Krzyż Kawalerski Orderu Odrodzenia Polski
- Order Krzyża Grunwaldu III klasy
- Złoty Krzyż Zasługi (30 kwietnia 1946)[4]
- Krzyż Partyzancki
- Medal Zwycięstwa i Wolności 1945